# MCU 8051 IDE
MCU 8051 IDE es un entorno de desarrollo integrado (IDE) para microcontroladores de la familia Intel 8051. MCU 8051 IDE tiene su propio simulador y ensamblador (También soporta algunos ensambladores externos). Este IDE soporta dos lenguajes de programación: C y assembler. Para compilar el lenguaje C usa SDCC (Small device C compiler).
El programa pertenece a la categoría de software libre.

## Microcontroladores soportados
La versión actual soporta una gran cantidad de microcontroladores. Algunos de ellos son:
8051, 80C51, 8052, AT89C2051, AT89C4051, AT89C51, AT89C51RC, AT89C52, AT89C55WD,AT89LV51, AT89LV52 AT89LV55, AT89S52, AT89LS51, AT89LS52, AT89S8253, AT89S2051, AT89S4051, T87C5101, T83C5101, T83C5102, TS80C32X2, TS80C52X2, TS87C52X2, AT80C32X2, AT80C52X2, AT87C52X2, AT80C54X2, AT80C58X2, AT87C54X2, AT87C58X2, TS80C54X2, TS80C58X2, TS87C54X2, TS87C58X2, TS80C31X2, AT80C31X2, 8031, 8751, 8032, 8752, 80C31, 87C51, 80C52, 87C52, 80C32, 80C54, 87C54, 80C58, 87C58

## Características
- Muchas características de depuración: estado de los registros, paso a paso, paso atrás, visor de interrupciones, visor de memoria externa, visor de memoria de programa en tiempo de ejecución, etc.
- Simulación de hardware periférico: led, display, matrices, etc.
- Soporte para lenguaje C
- Soporte para macros en el assembler
- Soporte para ASEM-51
- Editor de textos avanzado con resaltado y validación de sintaxis
- Soporte para vim y nano integrados dentro del IDE
- Programador simple para algunos microcontroladores AT89Sxx
- Calculadora científica: generación de código para un determinado tiempo de demora, conversión de bases numéricas, etc.
- Editor hexadecimal
- Y mucho más...

## Programas similares
- Keil C51
- MIDE-51 Studio
- MikroElektronika